# Малинки (Ивановская область)
Мали́нки — деревня в Ивановском районе Ивановской области России.

## Расположение
Малинки расположены на трассе Р-80 Иваново — Родники в 6 километрах к востоку от Иваново.

## Инфраструктура
В Малинках располагается одноимённый туристический комплекс.

## Население
| 1859 | 1905 | 2010 | 2018 |
| ---- | ---- | ---- | ---- |
| 28   | ↗67  | ↘25  | ↗159 |

## В поп-культуре
Развлекательному комплексу в Малинках посвящена написанная в 1995 году одноимённая песня ивановской группы Дискотека Авария (вошла в альбом 1997 года Танцуй со мной).
…Когда ты вечером поздним выходишь из Аварии

Делай все так, как мы договаривались.

Здесь то ли ты, то ли он, то ли я,

Здесь ждет тебя страна Малиния.

Время в дороге проходит незаметно,

Здесь пешком всего 15 километров,

А можно за руль сесть, надавить педаль,

Обоими глазами глядя в малиновую даль…
15 километров — расстояние до Малинок по дороге от ночного клуба «Авария», располагавшегося в Иванове по адресу проспект Ленина, дом 21 и в котором в своё время выступал коллектив Дискотеки Аварии.
В 2006 году в альбоме Четверо парней вышел записанный совместно с Жанной Фриске ремикс «Малинки» с частично изменённым текстом, в октябре был снят видеоклип. В 2007 году Дискотека Авария и Жанна Фриске стали с этой песней лауреатами премии Муз-ТВ в номинациях «Лучший дуэт» и «Лучшее видео».